# 한미정상회담
한미정상회담(韓美頂上會談)은 대한민국 정부의 대통령과 미국의 대통령이 미국 또는 대한민국의 영토 또는 제3국에서 특정 의제를 의견을 나누는 회담이다.
1952년 한국전쟁 중 아이젠하워 대통령 방한을 시작으로 총 45차에 걸쳐 이루어졌으며, 1990년 이후에는 APEC과 G20 정상회담과 같은 다자간 정상 회담에서도 한미정상회담이 이루어지고 있다.

## 개요
최초의 한미정상 회담은 정부가 구성된 이후 한국전쟁 중인 1952년 아이젠하워 대통령의 방한으로 이승만 대통령과 최초의 정상회담이 이루어졌다. 그 후 2018년까지 총 67차에 걸쳐 한미 정상회담이 성사되었다.  2017년도에 연말에는 ICBM  북한의 대륙간 탄도 미사일 및 핵 무기 기술이 고도화되어 미국까지  본토 타격이 가능해졌다고 미국의 무기 전문가들이 북한의 미사일 기술력을 진단 하였다.  이에 따라서 트럼프 대통령은 북한에 대해서 비핵화의 필요성을 적극적으로 부각하였다. 트럼프 미국 대통령과 문재인 대한민국 대통령은 북미간 정상회담 전후에 한미 정상회담을 통해서, 한반도 평화 프로세스의 정착을 위해서 공조를 하고 있다. 대한민국은 한미정상회담을 2주동안 매일 진행하며 북한 미사일 공조에 동참하기로 했다. 

## 한미 정상 회담 주제와 관련 내용 요약
- 2017년  6월29일-30일,  트럼프 대통령과  문재인 대통령은 제 63차 한미 정상 회담을 워싱턴에서 갖었다.  두정상은 "한미 동맹을 위대한 동맹으로’라는 슬로건 하에 공동성명을 채택 및 동맹 발전 발전을 마련하였다고 언론 브리핑 내용을 보도 하였다.[2] 트럼프 대통령 취임 후 백악관 최초로 외국 정상 부부와 만찬을 갖았으며, 트럼프 대통령은 백악관의 사적인 공간을 안내하는등 대한민국의 문 대통령에게 의전 측면에서도 각별한 예우를 갖추었다고 보도 하였다.[3]  두정상은 한미 정상의 공동 선언문을 발표하였다.[4]

- 2017년 11월 7일부터 8일까지 트럼프 대통령은 국빈 자격으로 대한민국에 방문하여, 정상회담을 갖고 국회에서 연설을 하였다.[5] 11월 8일 국회에서 도널드 트럼프 미국 대통령은 국회 연설을 통해서, 한국현대사와 성장 및 발전과정을 정리하여 언급하였다. 트럼프 미국 대통령은, 기존 정권에서 평화 롭게 문민 정부로 정권 교체를 환영하고 축하 하였다고 하였다. 또한,  대한민국은 한국 전쟁이후 대규모 경제 성장을 하였고, 어려운 여건에서 큰 발전을 이룬 한국인들의 정신력을 극찬 하였다.[6]

- 2018년 5월 22일 문재인 대통령은 제 1차 북미 정상회담에 앞서, 한미간 정상회담을 위하여 워싱턴에 방문하였다.[7]

- 2018년 9월에 워싱턴에 방문한 문재인 대통령은 트럼프 대통령에게, 지난주에 열린 제 3차 남북 정상회담 결과를 설명했으며, 트럼프 대통령은 한반도 평화 프로세스에 연관된 북한의 비핵화 의지등 회담 결과를 환영한다고 말했다.[8]

- 2019년 4월 10일 - 11일 양일간에 열리는 한미 정상회담에 앞서서 문재인 대통령은, 하노이 북미간 2차 회담이후 향후 한반도 비핵화를 위한 한미간 공조의 중요성과 한반도 평화 프로세스의 중요성을 강조하였다. 이번 한미 정상회담의 목표는 향후 "북-미 제 3차 정상회담을 성공시키기 위한 것”이라고 윤도한 대통령국민소통수석비서관은 발표하였다.[9] 이번이 한미간 7번째 정상회담이 된다. 한반도 비핵화에 대해서, 정상간에 큰 틀을 협상하여 타결하는 방식인 탑다운(Top-down) 어프로치에 대해서도 트럼프 대통령과 김정은 위원장간에 필요성의 공감되어가 형성되어 있다고 동아 일보는 분석하였다.[10] 태영호 전 북한 공사는 원포인트 남북 정상회담을, 이번 4월 한미 정상회담 이전에 판문점에서시행하여 북미간의 협상 동력과 주도권을 북한에서 잡을 수 있도록 기회를 제공해 주어야 한다고 주장하였다.[11]

## 역대 정상 회담

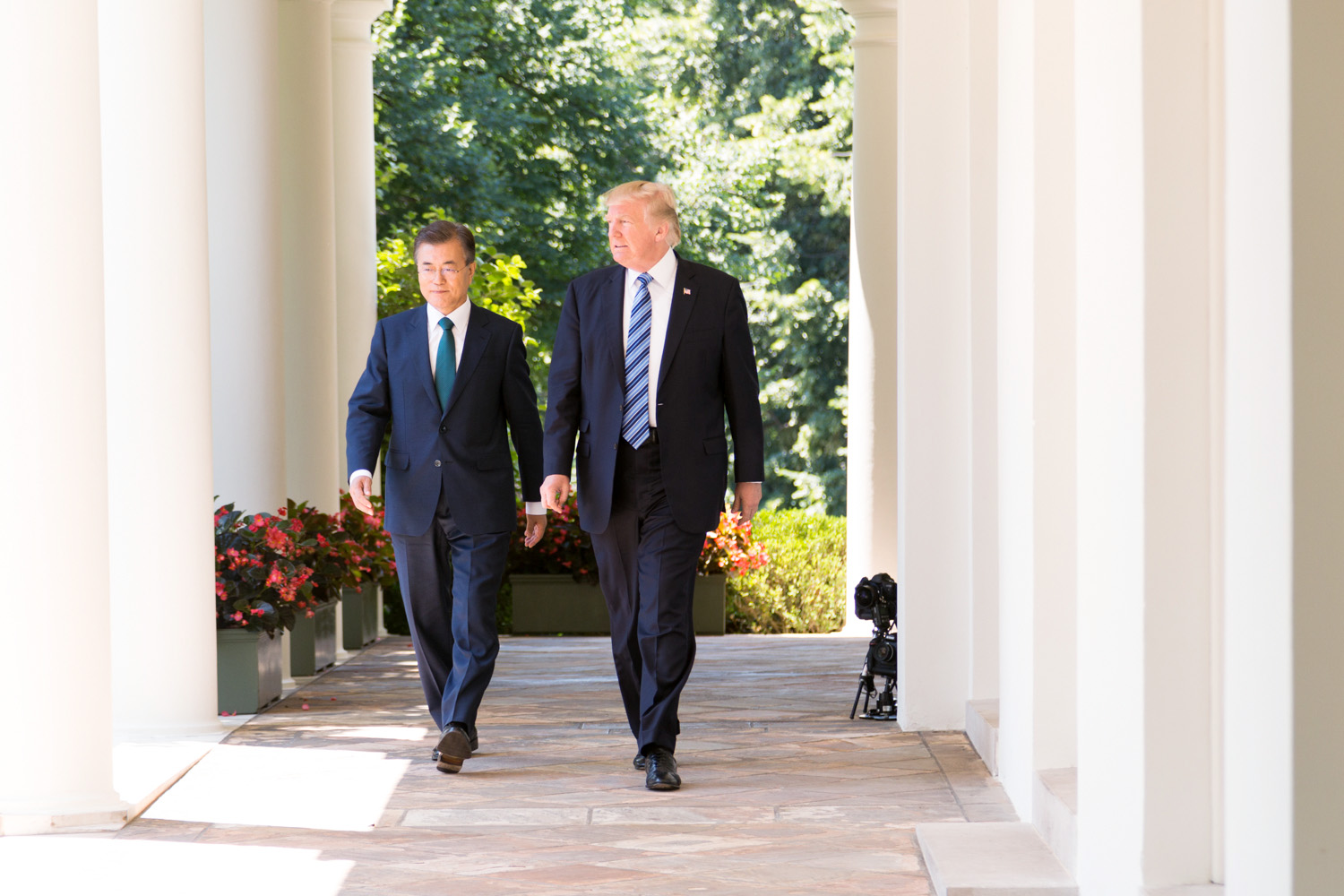
2017년 6월 백악관에 정상회담을 위해서 방문한 문재인 대통령이 트럼프 대통령과 함께 걷는 모습

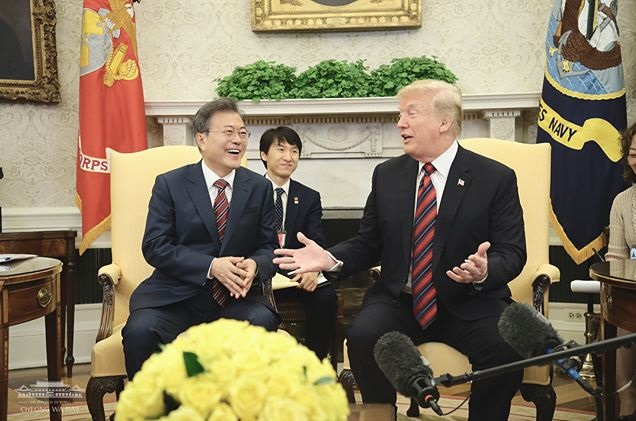
2018년 5월 한미정상회담 당시 두 정상이 북한의 비핵화를 위한 회담을 진행하는 모습

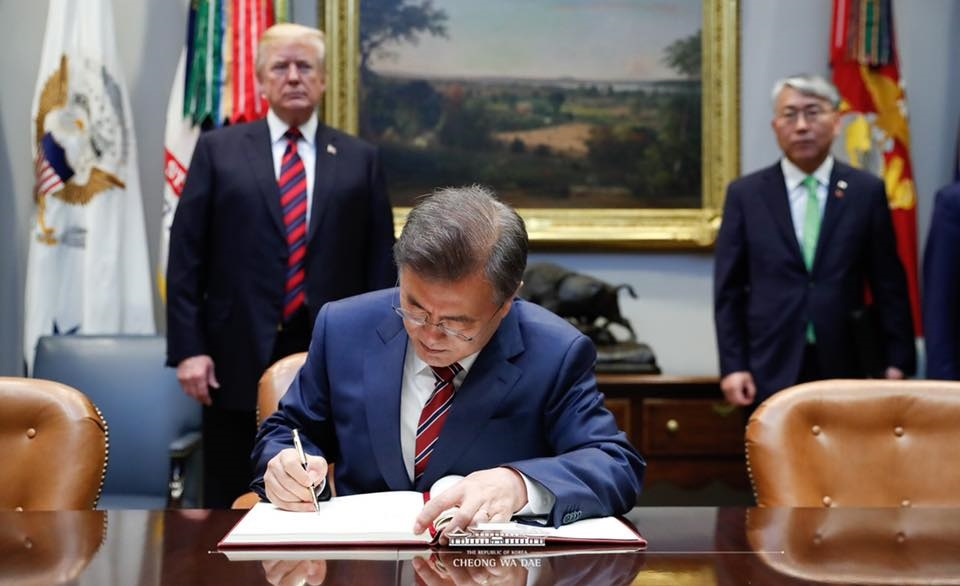
2018년 5월 한미정상회담에서 문재인 대통령이 서명하는 것을 트럼프 대통령이 뒤에서 지켜보는 모습

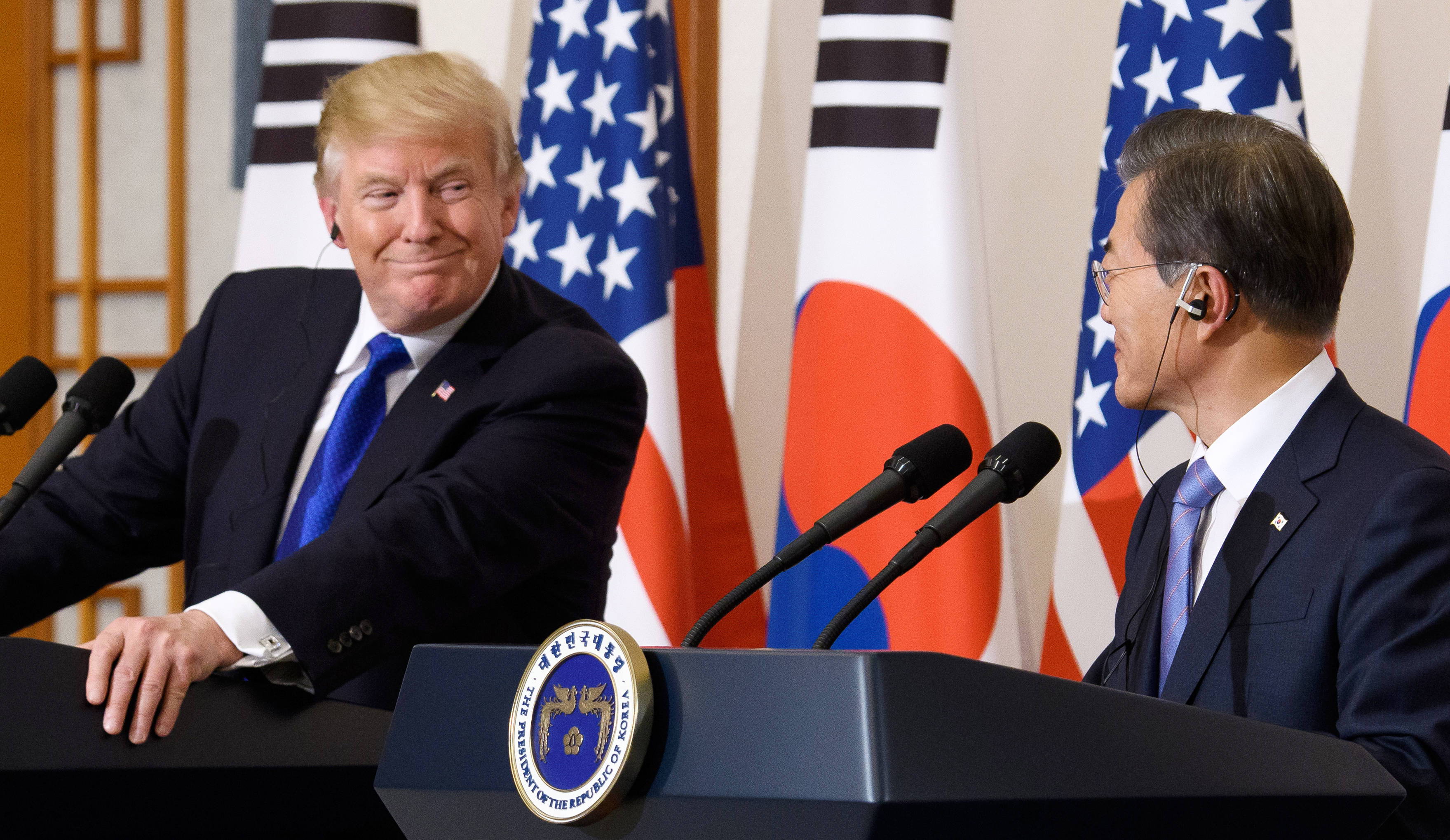
한미정상회담에서 문재인 대통령과 트럼프 대통령이 공동으로 기자 회견을 하였다.

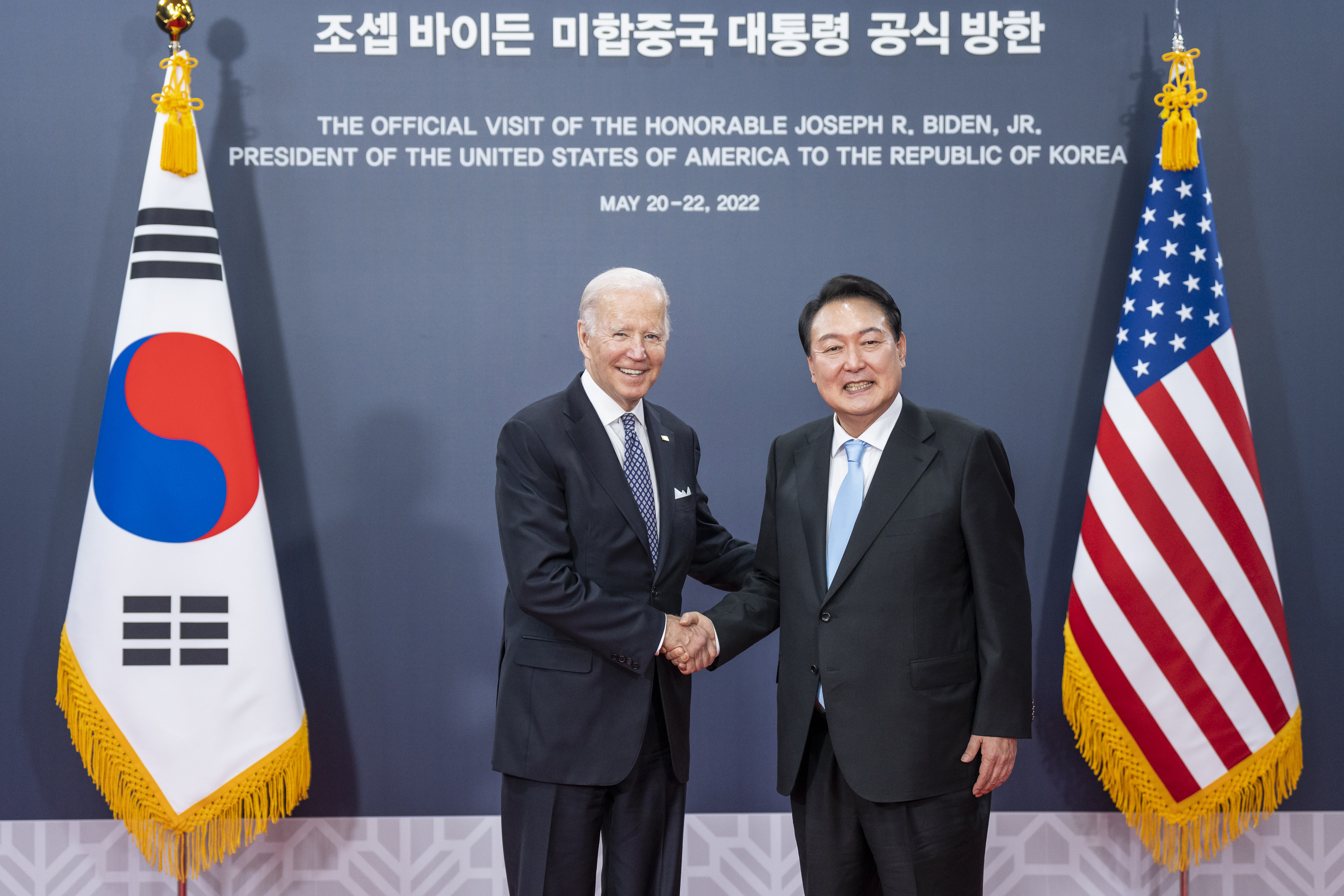
윤석열 대통령과 바이든 대통령간의 2022년 한미정상회담이 진행되고 있다

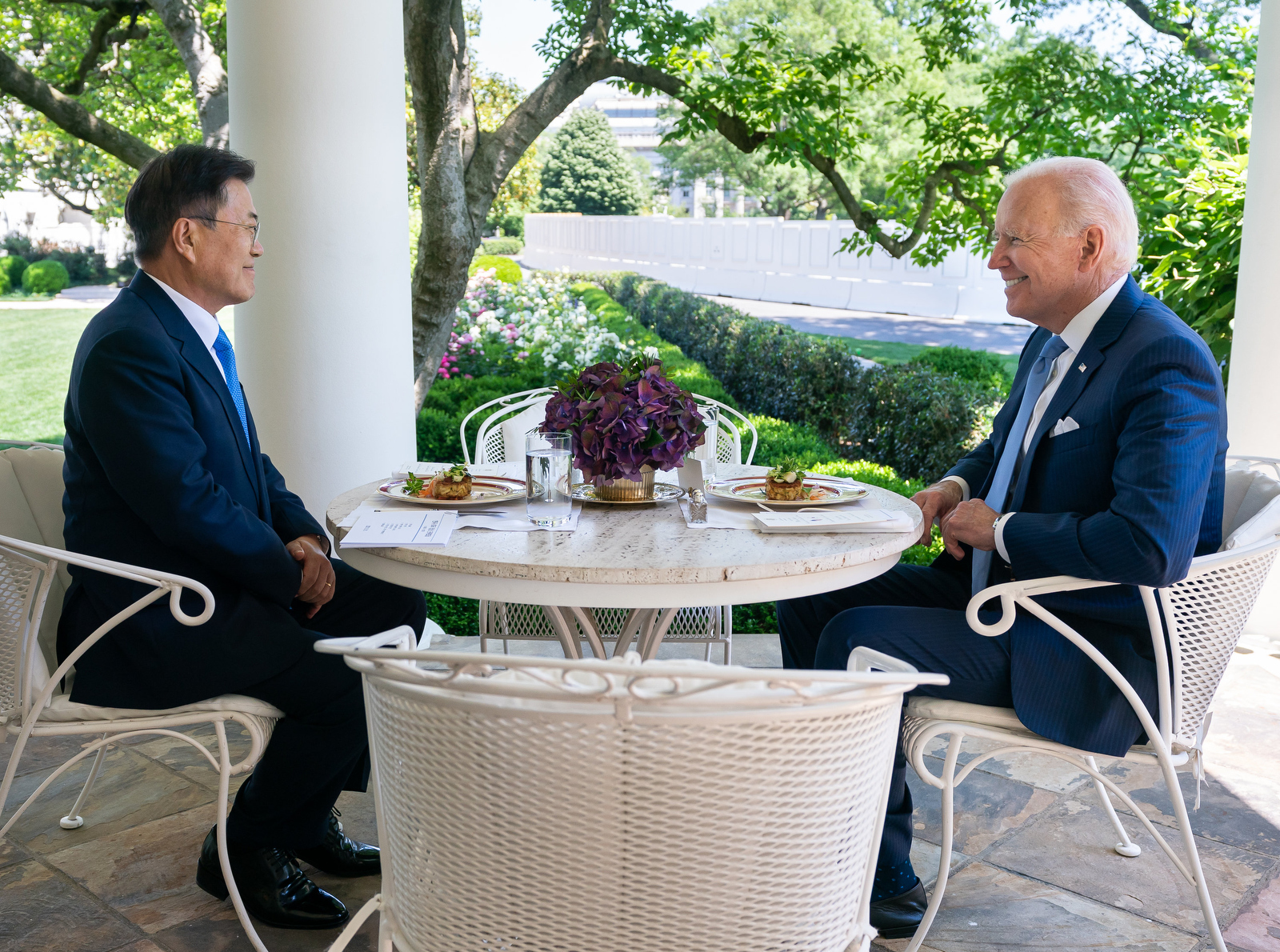
68차 한미정상회담 당시 두 정상이 점심식사를 함께하고 있다

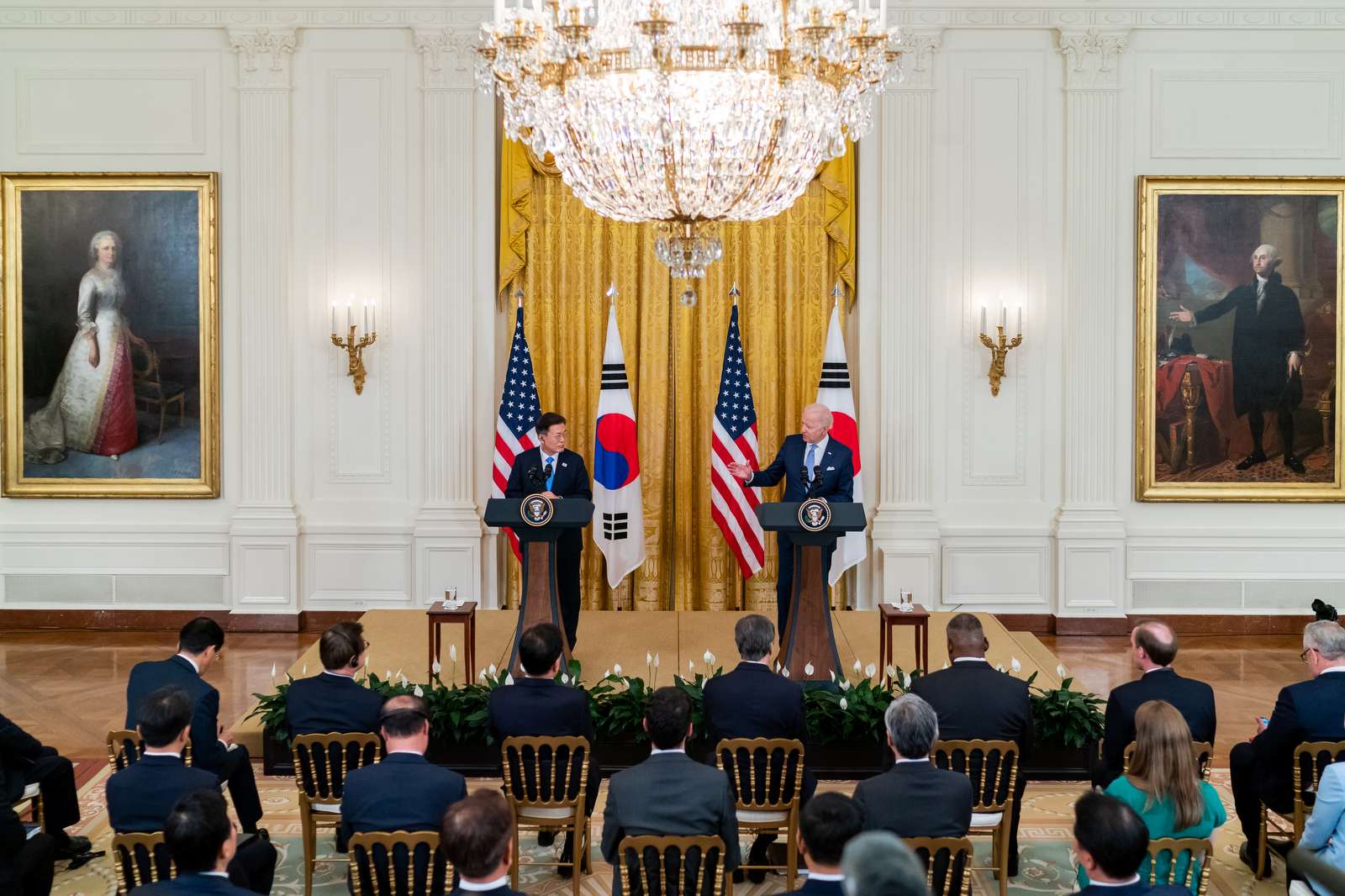
68차 한미정상회담 이후 두 정상이 공동기자회견을 하고 있다

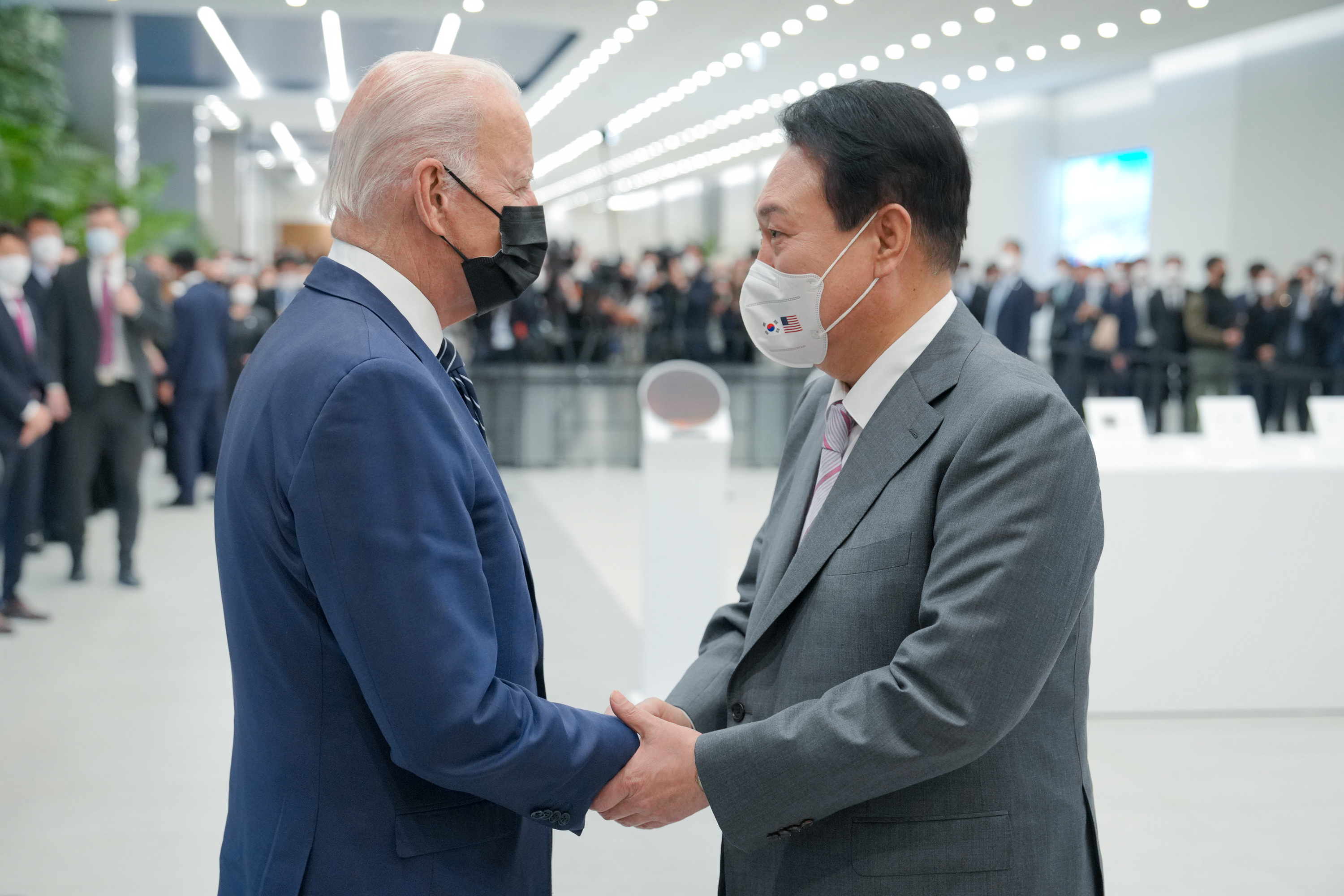
바이든 대통령과 윤석열 대통령이
삼성전자 평택 고덕 캠퍼스에서 서로 인사하는 장면

| 년도   | 시작일    | 종료일    | 대한민국 대통령 | 미국 대통령            | 장소                  | 비고                  |
| ------ | --------- | --------- | --------------- | ---------------------- | --------------------- | --------------------- |
| 1952년 | 12월 2일  | 12월 5일  | 이승만          | 드와이트 D. 아이젠하워 | 대한민국              |                       |
| 1954년 | 7월 25일  | 8월 13일  | 이승만          | 드와이트 D. 아이젠하워 | 미국                  |                       |
| 1960년 | 6월 19일  | 6월 20일  | 허정 (국무총리) | 드와이트 D. 아이젠하워 | 대한민국              |                       |
| 1961년 | 11월 11일 | 11월 25일 | 박정희          | 존 F. 케네디           | 미국                  |                       |
| 1965년 | 5월 16일  | 5월 26일  | 박정희          | 린든 B. 존슨           | 미국                  |                       |
| 1966년 | 10월 31일 | 11월 2일  | 박정희          | 린든 B. 존슨           | 대한민국              |                       |
| 1968년 | 4월 17일  | 4월 20일  | 박정희          | 린든 B. 존슨           | 미국 하와이           |                       |
| 1969년 | 8월 20일  | 8월 23일  | 박정희          | 리처드 닉슨            | 미국 샌프란시스코     |                       |
| 1974년 | 11월 22일 | 11월 23일 | 박정희          | 제럴드 포드            | 대한민국              |                       |
| 1979년 | 6월 30일  | 7월 1일   | 박정희          | 지미 카터              | 대한민국              |                       |
| 1981년 | 1월 28일  | 2월 7일   | 전두환          | 로널드 레이건          | 미국                  |                       |
| 1983년 | 11월 12일 | 11월 14일 | 전두환          | 로널드 레이건          | 대한민국              |                       |
| 1985년 | 4월 24일  | 4월 29일  | 전두환          | 로널드 레이건          | 미국                  |                       |
| 1988년 | 10월 17일 | 10월 22일 | 노태우          | 로널드 레이건          | 대한민국              |                       |
| 1989년 | 2월 27일  | 2월 27일  | 노태우          | 조지 H. W. 부시        | 미국                  |                       |
| 1989년 | 10월 15일 | 10월 20일 | 노태우          | 조지 H. W. 부시        | 미국                  |                       |
| 1990년 | 6월 3일   | 6월 8일   | 노태우          | 조지 H. W. 부시        | 미국                  |                       |
| 1991년 | 7월 1일   | 7월 3일   | 노태우          | 조지 H. W. 부시        | 미국                  |                       |
| 1991년 | 9월 22일  | 9월 25일  | 노태우          | 조지 H. W. 부시        | 미국 뉴욕             |                       |
| 1992년 | 1월 5일   | 1월 7일   | 노태우          | 조지 H. W. 부시        | 대한민국              |                       |
| 1993년 | 7월 10일  | 7월 11일  | 김영삼          | 빌 클린턴              | 대한민국              |                       |
| 1993년 | 11월 17일 | 11월 24일 | 김영삼          | 빌 클린턴              | 미국 워싱턴 D.C.      |                       |
| 1994년 | 11월 14일 | 11월 14일 | 김영삼          | 빌 클린턴              | 인도네시아            |                       |
| 1995년 | 7월 25일  | 7월 28일  | 김영삼          | 빌 클린턴              | 미국                  |                       |
| 1996년 | 4월 16일  | 4월 16일  | 김영삼          | 빌 클린턴              | 대한민국 제주도       |                       |
| 1996년 | 11월 24일 | 11월 24일 | 김영삼          | 빌 클린턴              | 필리핀                |                       |
| 1997년 | 6월 23일  | 6월 27일  | 김영삼          | 빌 클린턴              | 미국 뉴욕             |                       |
| 1997년 | 11월 24일 | 11월 24일 | 김영삼          | 빌 클린턴              | 캐나다                |                       |
| 1998년 | 6월 6일   | 6월 13일  | 김대중          | 빌 클린턴              | 미국                  |                       |
| 1998년 | 11월 20일 | 11월 23일 | 김대중          | 빌 클린턴              | 대한민국              |                       |
| 1999년 | 7월 2일   | 7월 4일   | 김대중          | 빌 클린턴              | 미국                  |                       |
| 2000년 | 6월 8일   | 6월 8일   | 김대중          | 빌 클린턴              | 일본                  |                       |
| 2000년 | 9월 7일   | 9월 7일   | 김대중          | 빌 클린턴              | 미국 뉴욕             |                       |
| 2000년 | 11월 15일 | 11월 15일 | 김대중          | 빌 클린턴              | 브루나이 APEC         |                       |
| 2001년 | 3월 6일   | 3월 10일  | 김대중          | 조지 W. 부시           | 미국                  |                       |
| 2001년 | 10월 19일 | 10월 19일 | 김대중          | 조지 W. 부시           | 중국 상하이           |                       |
| 2002년 | 2월 19일  | 2월 21일  | 김대중          | 조지 W. 부시           | 대한민국              |                       |
| 2003년 | 5월 11일  | 5월 16일  | 노무현          | 조지 W. 부시           | 미국                  |                       |
| 2003년 | 10월 20일 | 10월 20일 | 노무현          | 조지 W. 부시           | 태국 방콕             |                       |
| 2004년 | 11월 20일 | 11월 20일 | 노무현          | 조지 W. 부시           | 칠레 산티아고         |                       |
| 2005년 | 6월 9일   | 6월 10일  | 노무현          | 조지 W. 부시           | 대한민국              |                       |
| 2005년 | 11월 11일 | 11월 16일 | 노무현          | 조지 W. 부시           | 대한민국 경주 APEC    |                       |
| 2006년 | 9월 12일  | 9월 15일  | 노무현          | 조지 W. 부시           | 미국 워싱턴 D.C.      |                       |
| 2006년 | 11월 18일 | 11월 18일 | 노무현          | 조지 W. 부시           | 베트남 하노이         |                       |
| 2007년 | 9월 7일   | 9월 7일   | 노무현          | 조지 W. 부시           | 오스트레일리아 시드니 |                       |
| 2008년 | 4월 15일  | 4월 19일  | 이명박          | 조지 W. 부시           | 미국 캠프 데이비드    |                       |
| 2008년 | 7월 9일   | 7월 9일   | 이명박          | 조지 W. 부시           | 일본 도야호           |                       |
| 2008년 | 8월 5일   | 8월 6일   | 이명박          | 조지 W. 부시           | 대한민국              |                       |
| 2008년 | 11월 22일 | 11월 22일 | 이명박          | 조지 W. 부시           | 페루 리마             |                       |
| 2009년 | 4월 2일   | 4월 2일   | 이명박          | 버락 오바마            | 영국 런던             |                       |
| 2009년 | 6월 15일  | 6월 17일  | 이명박          | 버락 오바마            | 미국                  |                       |
| 2009년 | 11월 18일 | 11월 19일 | 이명박          | 버락 오바마            | 대한민국              |                       |
| 2010년 | 6월 26일  | 6월 26일  | 이명박          | 버락 오바마            | 캐나다 토론토         |                       |
| 2010년 | 11월 10일 | 11월 12일 | 이명박          | 버락 오바마            | 대한민국 서울         |                       |
| 2011년 | 10월 11일 | 10월 15일 | 이명박          | 버락 오바마            | 미국                  |                       |
| 2012년 | 3월 25일  | 3월 27일  | 이명박          | 버락 오바마            | 대한민국              |                       |
| 2013년 | 5월 5일   | 5월 10일  | 박근혜          | 버락 오바마            | 미국                  |                       |
| 2014년 | 4월 25일  | 4월 26일  | 박근혜          | 버락 오바마            | 대한민국              |                       |
| 2014년 | 11월 11일 | 11월 11일 | 박근혜          | 버락 오바마            | 중국 베이징           |                       |
| 2015년 | 10월 13일 | 10월 18일 | 박근혜          | 버락 오바마            | 미국 워싱턴 D.C.      |                       |
| 2016년 | 3월 31일  | 3월 31일  | 박근혜          | 버락 오바마            | 미국 워싱턴 D.C.      |                       |
| 2016년 | 9월 6일   | 9월 6일   | 박근혜          | 버락 오바마            | 라오스                |                       |
| 2017년 | 6월 28일  | 7월 2일   | 문재인          | 도널드 트럼프          | 미국 워싱턴 D.C.      |                       |
| 2017년 | 9월 22일  | 9월 22일  | 문재인          | 도널드 트럼프          | 미국 뉴욕             |                       |
| 2017년 | 11월 7일  | 11월 8일  | 문재인          | 도널드 트럼프          | 대한민국              |                       |
| 2018년 | 5월 22일  | 5월 22일  | 문재인          | 도널드 트럼프          | 미국 워싱턴 D.C.      |                       |
| 2018년 | 9월 25일  | 9월 25일  | 문재인          | 도널드 트럼프          | 미국 워싱턴 D.C       |                       |
| 2018년 | 12월 1일  | 12월 1일  | 문재인          | 도널드 트럼프          | 아르헨티나            |                       |
| 2019년 | 6월 29일  | 6월 30일  | 문재인          | 도널드 트럼프          | 대한민국              | 2019년 남북미정상회담 |
| 2019년 | 9월 23일  | 9월 23일  | 문재인          | 도널드 트럼프          | 미국 뉴욕             |                       |
| 2021년 | 5월 22일  | 5월 22일  | 문재인          | 조 바이든              | 미국 워싱턴 D.C       | 2021년 한미정상회담   |
| 2022년 | 5월 20일  | 5월 22일  | 윤석열          | 조 바이든              | 대한민국              | 2022년 한미정상회담   |

## 같이 보기
- 정상회담
- 남북 정상회담
- 북미 정상회담